# (225) Henrietta
(225) Henrietta es un asteroide perteneciente al cinturón exterior de asteroides descubierto el 19 de abril de 1882 por Johann Palisa desde el observatorio de Viena, Austria.
Está nombrado en honor de la esposa del astrónomo francés Pierre J. C. Janssen (1824-1907).

## Características orbitales
Henrietta orbita a una distancia media del Sol de 3,3890 ua, pudiendo acercarse hasta 2,4943 ua y alejarse hasta 4,2836 ua. Tiene una excentricidad de 0,2639 y una inclinación orbital de 20,8724° grados. Emplea en completar una órbita alrededor del Sol 2278 días.

## Características físicas
Su magnitud absoluta es 8,72. Tiene 95,934 km de diámetro. Su albedo se estima en 0,062. El valor de su periodo de rotación es de 7,3556 h.